# Isoglossa geoffrayi
Isoglossa geoffrayi är en akantusväxtart som först beskrevs av R. Benoist, och fick sitt nu gällande namn av B. Hansen. Isoglossa geoffrayi ingår i släktet Isoglossa och familjen akantusväxter. Utöver nominatformen finns också underarten I. g. elongata.